# 滨海县 (玻利维亚)
濱海县（西班牙語：Provincia del Litoral），是玻利維亞的县份，位於該國西部，屬於奧魯羅省的一部分，县府設於瓦查卡亞，面積2,379平方公里，2001年人口4,555，人口密度每平方公里1.9人。